# Oedura picta
Oedura picta — вид ящірок з родини Diplodactylidae. Описаний у 2019 році разом з іншими двома новими видами Oedura lineata та Oedura elegans.

## Поширення
Ендемік Австралії. Поширений у регіоні Моранба у внутрішній частині штату Квінсленд.

## Опис
Ящірка завдовжки 6,9-8,0 см. Забарвлення сіро-бежеве. На спині є візерунок з білих плям з темно-коричневою окантовкою. Також біла смуга з темно-коричневою окантовкою на шиї візуально відділяє голову від тулуба. Хвіст вкритий білими та коричневими смугами.